# Marigny-le-Châtel
Marigny-le-Châtel ist eine französische Gemeinde mit 1.753 Einwohnern (Stand: 1. Januar 2022) im Département Aube in der Region Grand Est; sie gehört zum Arrondissement Nogent-sur-Seine und zum Kanton Saint-Lyé.

## Geographie
Marigny-le-Châtel liegt etwa 15 Kilometer nordwestlich von Troyes am Ardusson. Umgeben wird Marigny-le-Châtel von den Nachbargemeinden Ossey-les-Trois-Maisons im Norden, Saint-Flavy im Osten, Prunay-Belleville im Südosten, Saint-Lupien im Süden, Avon-la-Pèze im Südwesten, Rigny-la-Nonneuse im Westen sowie Saint-Martin-de-Bossenay im Nordwesten.

## Bevölkerungsentwicklung
| Jahr                       | 1962 | 1968 | 1975 | 1982 | 1990 | 1999 | 2006 | 2019 |
| Einwohner                  | 988  | 1029 | 1095 | 1311 | 1540 | 1518 | 1549 | 1757 |
| Quellen: Cassini und INSEE |      |      |      |      |      |      |      |      |

## Sehenswürdigkeiten
- Kirche Saint-Maurice-et-Saint-Pierre-ès-Liens, Ende des 15. Jahrhunderts erbaut

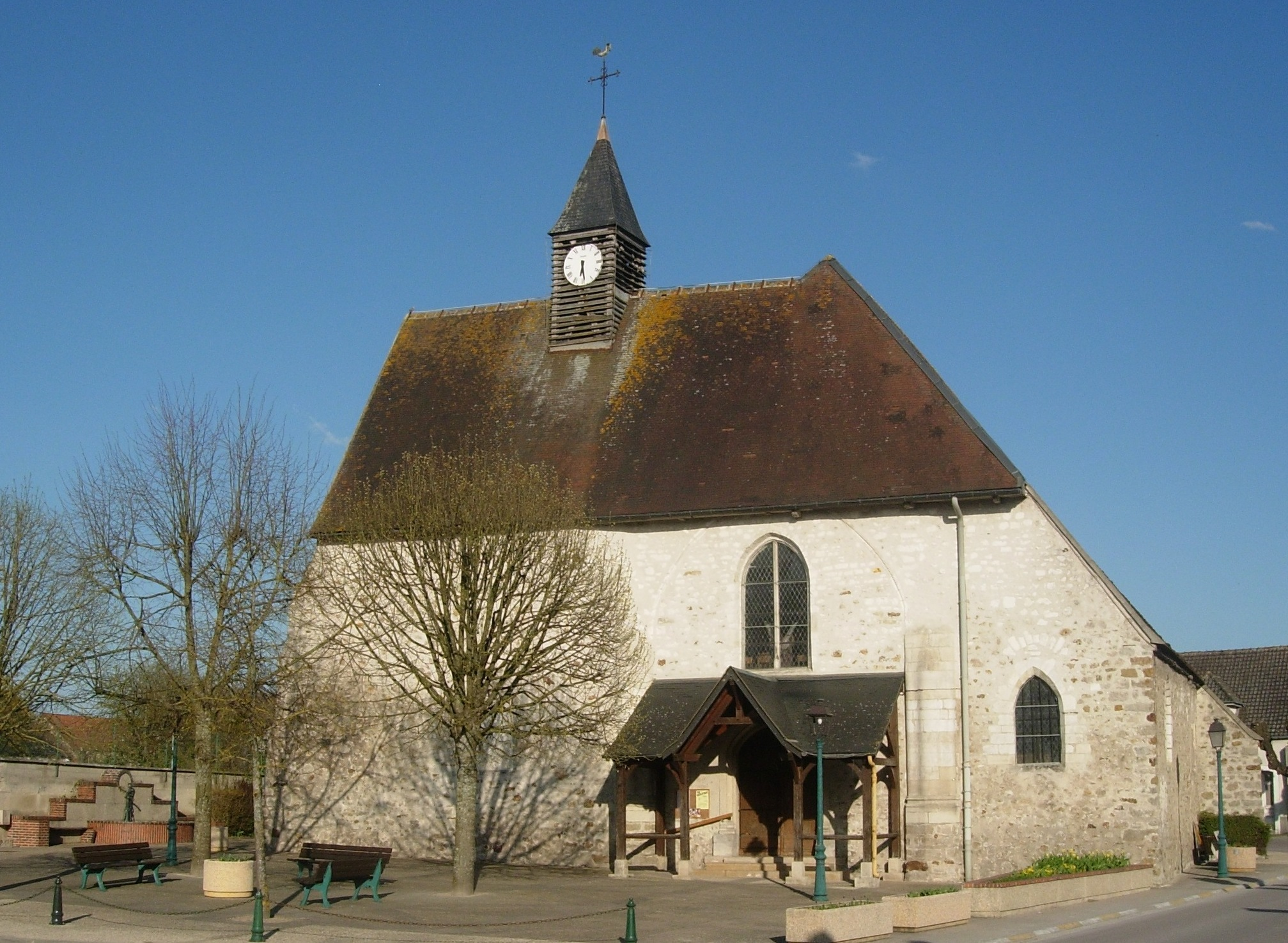
Kirche Saint-Maurice-et-Saint-Pierre-ès-Liens